# Euproctis protea
Euproctis protea är en fjärilsart som beskrevs av Collenette 1932. Euproctis protea ingår i släktet Euproctis och familjen tofsspinnare. Inga underarter finns listade i Catalogue of Life.